# Miss Australia
Miss Australia este un concurs de frumusețe la care participă femei necăsătorite din Australia. Câștigătoarele concursului pot candida pentru titlul de Miss World.

## Miss Australia
- 1908 - Alice Buckridge
- 1926 - Beryl Mills
- 1927 - Phyllis Von Alwyn
- 1937 - Sheila Martin
- 1946 - Rhonda Kelly
- 1947 - Judy Gainford
- 1948 - Beryl James
- 1949 - Margaret Hughes
- 1950 - 1952 n-a avut loc
- 1953 - Maxine Morgan
- 1954 - Shirley Bliss
- 1955 - Maureen Kistle
- 1956 - June Finlayson
- 1957 - Janette Craig 
(titlu retras de la Helen Wood)
- 1958 - Pam Mackay
- 1959 - Joan Stanbury
- 1960 - Rosemary Fenton
- 1961 - Tania Verstak
- 1962 - Tricia Reschke
- 1964 - Jan Taylor
- 1965 - Carole Jackson
- 1966 - Sue Gallie
- 1967 - Margaret Rohan
- 1968 - Helen Newton
- 1969 - Suzanne McClelland
- 1970 - Rhonda Iffland
- 1971 - June Wright
- 1972 - Gay Walker
- 1973 - Michelle Downes
- 1974 - Randy Baker
- 1975 - Kerry Doyle
- 1976 - Sharon Betty
- 1977 - Francene Maras
- 1978 - Gloria Krope
- 1979 - Anne Sneddon
- 1980 - Eleanor Morton
- 1981 - Leanne Dick
- 1982 - Jenny Coupland
- 1983 - Lisa Cornelius
- 1984 - Maryanne Koznjak
- 1985 - Maria Ridley
- 1986 - Tracey Pearson
- 1987 - Judi Green
- 1988 - Caroline Lumley
- 1989 - Lea Dickson
- 1990 - Rebecca Noble
- 1991 - Helena Wayth
- 1992 - Suzanne Lee
- 1993 - Joanne Dick
- 1994 - Jane Bargwanna
- 1995 - Margaret Tierney
- 1996 - Suzanne Haward
- 1997 - Tracy Secombe
- 1998 - Suellen Fuller
- 1999 - Kathryn Hay
- 2000 - Sheree Primer
- 2001 - Christy Anderson
- 2002 - Sarah Davies
- 2003 - Ashlea Talbot
- 2004 - Jennifer Hawkins
- 2005 - Michelle Guy
- 2006 - Erin McNaught (Universe),
 Sabrina Houssami (World),
 Victoria Winter (Earth)
- 2007 - Kimberley Busteed (Universe),
 Caroline Pemberton (World),
 Danielle Byrnes (International), 
Danielle Byrnes (Model of the World),
Victoria Stewart (Earth)
- 2008 - Laura Dundovic (Universe- top 10 finalist),
Katie Richardson (World),
Rachael Smith (Earth),
- 2009 - Rachael Finch (Universe)